# イオン導入
イオントフォレシス（iontophoresis）、イオン導入は、生体組織に物質を送達するために電流を用いる技術。通常、角質がバリアとなり脂溶性で分子量500程度の物質しか通さないためこれを突破するために用いる。イオン化できる医薬品や化粧品の薬物送達に用いられる。
また同じ目的で超音波を用いる超音波導入（ソノフォレシス）があり、イオントフォレシスと併用されることがある（イオン化できない物質にも使える）。マイクロニードルは、似たような目的のために極小の針を用いる技術。

## 歴史
イタリアにて1747年にはイオントフォレシスの原理が提唱され用いられるようになり、19世紀に一時廃れたが、20世紀にはLeducによって体系化された。
日本では1897年には、コカイン（麻酔用）や過酸化水素がイオントフォレシスにて使われている。

## 原理

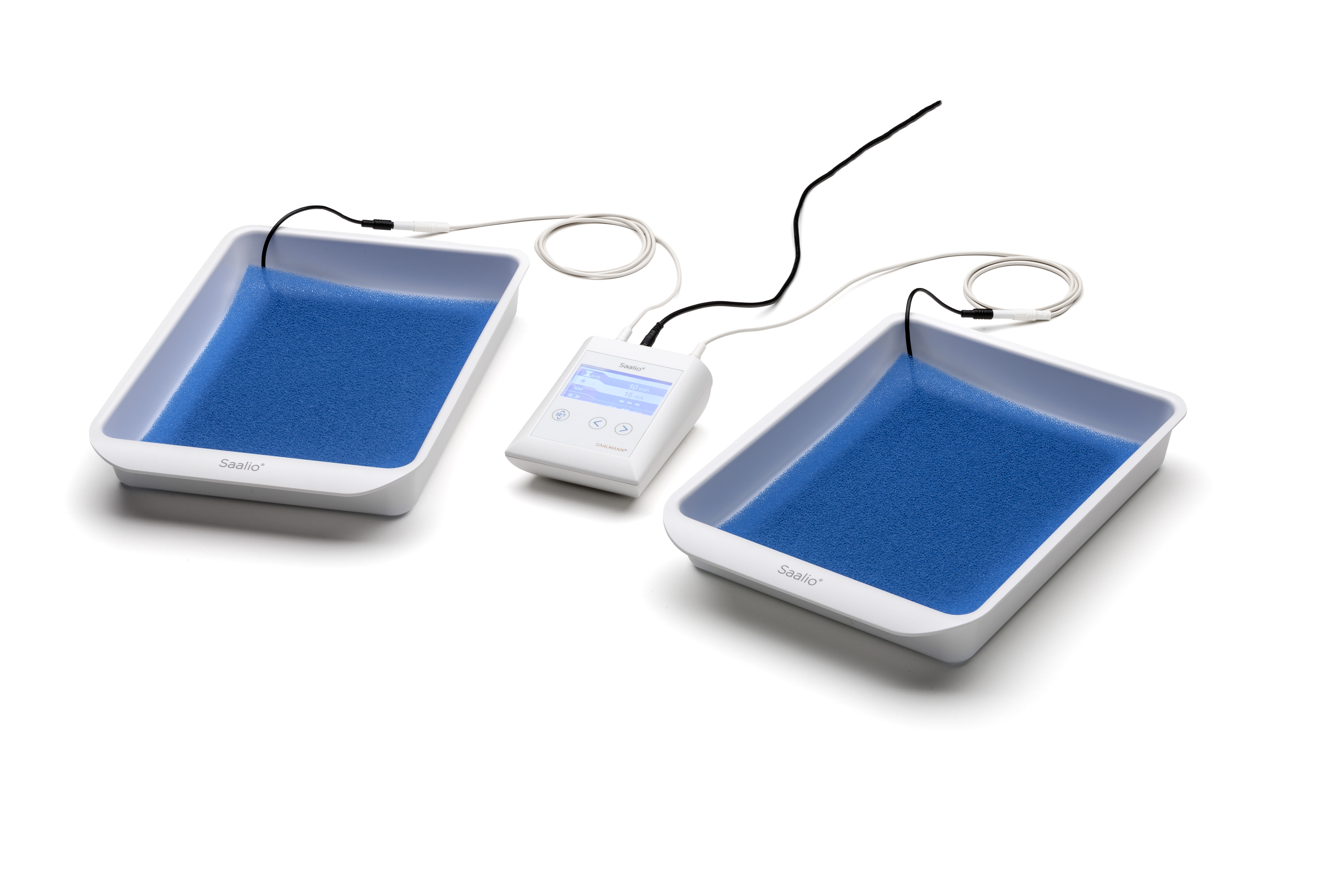

一般に薬物を全身に投与するより、外用剤を用いて局所的に投与して透過させた方が副作用のリスクは低いが、経皮からの吸収に適しているのは、脂溶性で分子量500以下の物質である。分子量1000にもなると角質をほとんど通過できない。
電気エネルギーで、生体膜の透過を促進させる。専用の2つの電極を用意し、適した片方の電極（陽極または陰極）に目標のイオン性の薬物を封入して低電流（約10V）を流すことで、汗腺を通して薬物が皮膚に移行する。過剰な電流は刺激となるため、0.5mA/cm2が限界となる。
従来、イオントフォレシスに適するのは水溶性の物質に限られ投与量も多くはできなかった。エレクトロポーションという技術は電流を用いて角質層に微小な穴を生じさせるが、これとイオントフォレシスを併用することで、無痛で侵襲性もなく注射を使うように様々な薬物を投与できる。これをメソポレーションという。また理論的にマイクロニードル（極小針）で微小の穴を開ければ物質は角質を通過しそうだが、高分子の物質では微小の穴をあけた上でイオントフォレシスを行わないとほとんど浸透しない。

## 用いられる医薬品
適応領域は、局所麻酔薬、ステロイド、非ステロイド性抗炎症薬、抗菌薬、抗真菌薬、抗ウイルス薬、抗癌剤、フッ化ナトリウム、またビタミンである。
フェルナンデス、はビタミンAやビタミンCを皮膚伝送する目的でイオントフォレシスとフォノフォレシスを併用している。ビタミンB、ヒアルロン酸も皮膚疾患や美容目的で用いられる。
ビタミンAではレチノールがイオン化しやすい。